# 록시 (영화)
《록시》(영어: Welcome Home, Roxy Carmichael)는 미국에서 제작된 짐 에이브럼스 감독의 1990년 코미디 드라마 영화이다. 위노나 라이더, 제프 대니얼스 등이 출연하였고, 페니 핑클먼 콕스 등이 제작에 참여하였다.
대한민국에서는 1999년 9월 18일 MBC에서 위노나 라이더의 반항이란 제명으로 방영한 적이 있다.

## 출연진
- 위노나 라이더
- 제프 대니얼스
- 라일라 로빈스
- 토머스 윌슨 브라운
- 조앤 맥머트리
- 그레이엄 베컬
- 프랜시스 피셔
- 로비 카이거
- 다이나 매노프
- 사치 파커
- 스티븐 토볼라우스키
- 미콜 머큐리오
- 로빈 토머스
- 밸러리 랜즈버그
- 에이바 페이비언
- 칼라 구지노
- 베스 그랜트
- 하이디 스웨드버그

## 기타 제작진
- 배역: 맬리 핀
- 미술: 디나 로스
- 의상: 베치 하이먼